# Romain Duport
Pour les articles homonymes, voir Duport.
Romain Duport, né le 10 décembre 1986 à Angers en Maine-et-Loire, est un joueur français de basket-ball.

## Biographie
Né à Angers en 1986, Romain Duport commence sa carrière professionnelle lors de la saison 2004-2005 dans l'équipe du STB Le Havre.
Du haut de ses 2,15 m (mesure officielle LNB) Romain évolue au poste de pivot. Grand par la taille et jeune par l'âge Romain Duport a une carte à jouer dans le basket français à la recherche d'un pivot au gabarit impressionnant pour combattre les intérieurs européens et internationaux.
En 2007, il s'inscrit à la Draft de la NBA avant de se rétracter peu après, tout comme le Choletais Rodrigue Beaubois.
Lors de son passage au Havre (Pro A), Romain Duport aura participé à 70 rencontres de Championnat (Moyenne par match: 12,2 minutes - 4,82 points - 3,1 rebonds - 0,61 contres).
Le 21 juin 2010, Romain Duport signe un contrat de trois ans avec le Cholet Basket (Pro A), un club qu'il connait déjà puisqu'il y a joué lors de la saison 2000/2001 avec les cadets région de C.B..
En août 2012, Romain Duport se blesse gravement au ligament interne du genou droit lors d'un entraînement et est indisponible 6 semaines. Cholet désire donc se séparer de lui et trouve un accord avec le joueur pour mettre un terme a son contrat en octobre. Le 26 novembre 2012, Romain Duport est signé par Strasbourg en tant que pigiste médical de Maxime Zianveni, blessé au pied. La SIG le prolonge jusqu’au terme de la Leaders Cup 2013 puis jusqu'à la fin de la saison 2013. À la fin de la saison, il prolonge pour deux années supplémentaires et donc est engagé jusqu'en 2015.
Le 16 mai 2014, lors du match 3 des playoffs départageant Strasbourg et Chalon-sur-Saône, à la deuxième minute du match, il se rompt les ligaments croisés antérieurs du genou droit.
Le 7 juillet 2015, il prolonge son contrat avec Strasbourg d'une saison.
Le 7 septembre 2016, Romain Duport signe pour 1 saison au Limoges CSP mais il manque toute la première partie de saison à la suite d'une blessure.
Le 22 Mai 2023 , Romain Duport met un terme à sa carrière après avoir joué ses quatre dernières saisons au STB Le Havre où il va découvrir le métier d'assistant coach dans ce même club aux côtés de Fabrice Courcier.

## Clubs successifs
- 2004 - 2010 :  STB Le Havre (Pro A)
- 2010 - 2012 :  Cholet Basket (Pro A)
- 2012 - 2016 :  Strasbourg Illkirch-Graffenstaden Basket (Pro A)
- 2016 - 2017 :  Limoges CSP (Pro A)
- 2017 - 2018 :  Champagne Châlons Reims Basket (Pro A)
- 2018 - 2019 :  Cholet Basket (Pro A)
- 2019 - 2023 :  STB Le Havre (NM1)

## Palmarès
- Finaliste de la Disney Land Leaders Cup 2013 avec Strasbourg
- Finaliste du Championnat de France de Pro A 2013 avec Strasbourg
- Vainqueur de la Coupe de France 2015 avec Strasbourg
- Finaliste de l' EuroCoupe de basket-ball 2015-2016 avec Strasbourg